# Marcel Vissers
Marcel Vissers (Rotterdam, 1963) is een Nederlands politicus en bestuurder van GroenLinks en de groene waterschapspartij Water Natuurlijk. Tussen 1999 en 2003 was hij voor GroenLinks lid van de Gedeputeerde Staten van Zuid-Holland. Vanaf juli 2022 tot juni 2023 was hij hoogheemraad van het Hoogheemraadschap van Delfland.
Voordat hij de politiek in ging was Vissers met name actief in het sociaal werk en de sociale bewegingen. Zo was hij onder andere spreekuurhouder van de Stichting Werklozen Komitee Delft en zes jaar lang voorzitter van het Samenwerkingsverband Sociale Zekerheid Delft.
Vissers werd allereerst politiek actief in Delft, waar hij bestuurslid was van de lokale PSP en bij de gemeenteraadsverkiezingen in 1986 lijsttrekker was voor de PSO. Dit werd geen succes.
Vissers was lid van de GroenLinkse Raad tussen 1992 en 1994. Tussen 1995 en 1998 was hij lid van de steunfractie van GroenLinks/De Groenen in de Zuid-Hollandse Provinciale Staten. Tussen 1998 en 2004 was Vissers lid van de Provinciale Staten van Zuid-Holland voor GroenLinks. In 1999 werd hij, als eerste GroenLinkser, lid van de gedeputeerde staten, hij was verantwoordelijk voor ruimtelijke ordening, volkshuisvesting en stedelijke vernieuwing en media en cultuur. Tijdens de collegevorming hebben CDA-gedeputeerde Jan Heijkoop en PvdA-gedeputeerde Jaap Wolf ervoor gezorgd dat de grootste partij, de VVD, buiten het college werd gehouden, door een bijzondere coalitie aan te gaan met Rinus Houtman (SGP-RPF/GPV) en het in zeteltal verdubbelde GroenLinks van lijsttrekker Marcel Vissers.
Na zijn periode als gedeputeerde werd Vissers projectdirecteur voor het "Offensief van Teylingen" (bij het regionale samenwerkingsverband Holland Rijnland). Daarnaast was hij actief in diverse adviescommissies. Zo was hij voorzitter van de adviescommissie ruimtelijke kwaliteit van de gemeente Gouda en van het panel werk en inkomen van de gemeente Delft. In 2007 was hij kandidaat-partijvoorzitter van GroenLinks. Zijn campagne richtte zich met name op lokale GroenLinksers. Hij legde het echter af tegen de zittende interim-voorzitter, Henk Nijhof.
Vanaf juni 2008 tot mei 2014 was hij wethouder in Noordwijkerhout.
Op 27 maart 2013 werd hij, op voordracht van de gemeenten in de Duin- en Bollenstreek, door het Algemeen Bestuur van de Regio Holland Rijnland gekozen tot portefeuillehouder Verkeer en Vervoer in het Dagelijks Bestuur van de regio Holland Rijnland. Na zijn wethouderschap werd hij procesmanager voor de evaluatie en herziening van de Intergemeentelijke Structuurvisie Greenport Duin- en Bollenstreek en coördinerend secretaris voor het fysiek domein voor de zes samenwerkende gemeenten in de Duin- en Bollenstreek . 
Marcel Vissers stond op de GroenLinkslijst voor de Eerste Kamerverkiezingen in 2015 op de 9e plaats.
Sinds maart 2019 is Vissers lid van de Verenigde Vergadering van het hoogheemraadschap van Delfland namens de groene waterschapspartij Water Natuurlijk. Op 7 juli 2022 werd hij tussentijds benoemd tot hoogheemraad.
Op 17 september 2024 werd Marcel Vissers door de Verenigingsraad van Water Natuurlijk aangewezen als waarnemend voorzitter van het Landelijk Bestuur. Hij zal deze functie bekleden tot aan de Algemene Ledenvergadering in het voorjaar van 2025.